# Kebon Kacang
Kebon Kacang is een plaats (wijk) - (kelurahan) in het bestuurlijke gebied Tanah Abang, Jakarta Pusat (Centraal-Jakarta) in de provincie Jakarta, Indonesië.  De plaats telt 20.661 inwoners (volkstelling 2010).